# سورتس
سورتس (انگلیسی: Sortes) در میان رومیان باستان روش متداول پیشگویی بوده‌است. این روش شامل قرعه‌کشی (مرتب) برای به دست آوردن آگاهی از وقایع آینده بود: در بسیاری از معابد ایتالیایی باستانی، اراده خدایان به این شکل مورد توجه قرار می‌گرفت.